# Panamaribo Cup de 1964
A Paramaribo Cup de 1964 foi uma competição de futebol disputada na cidade de Paramaribo, no Suriname. Foi disputada entre o Botafogo (campeão invicto do torneio), além das equipes locais do Sport Vereniging Transvaal, Sport Vereniging Robinhood e Sport Vereniging Leo Victor.

## Jogos do campeão
- 14 de junho de 1964

Botafogo 2-1 Robinhood
Gols: Jairzinho  e Élton  para o Botafogo; Krenten  para o Robinhood
- 17 de junho de 1964

Botafogo 4-1 Transvaal
Gols: Gérson , Sicupira , Jairzinho  e Élton  para o Botafogo; Blammerloo  para o Transvaal
- 19 de junho de 1964

Botafogo 5-0 Leo Victor
Gols: Sicupira  , Quarentinha   e Jairzinho  para o Botafogo
Obs.: Os outros jogos e a tabela de classificação não estão disponíveis.

## Jogadores do Botafogo que jogaram no torneio
- Goleiros: Manga e Florisvaldo
- Zagueiros: Joel, Zé Carlos, Nilton Santos, Rildo e Paulistinha
- Meias: Élton, Ayrton e Gérson
- Atacantes: Sicupira, Arlindo, Fifi, Jairzinho, Zagallo e Quarentinha
- Técnico: Zoulo Rabello